# Vladimír Zábrodský
Vladimír Zábrodský (Prága, 1923. március 7. – Stockholm, Svédország, 2020. március 20.) olimpiai ezüstérmes, világbajnok cseh jégkorongozó, teniszező, edző.

## Pályafutása

### Jégkorongozóként
1940 és 1950 között az LTC Praha, 1950 és 1960 között a Spartak ČKD Sokolovo, 1963 és 1965 között a Bohemians ČKD Praha jégkorongozója volt. Hatszoros csehszlovák bajnok volt.
Az 1949-es csehszlovákiai világbajnokságon aranyérmet szerzett a válogatottal. Az 1948-as St. Moritz-i olimpián ezüstérmes lett a csehszlovák válogatottal. Az 1949-es svédországi világbajnokságon ismét aranyérmes lett a csapattal.

### Teniszezőként
1948-ban, 1955-ben és 1956-ban a csehszlovák válogatott tagja volt Davis-kupa sorozatban.

## Magánélete
Anyja orosz volt. Testvére Oldřich Zábrodský (1926–2015) olimpiai ezüstérmes jégkorongozó volt. 1965-ben Magyarországon és Jugoszlávián át elhagyta Csehszlovákiát és testvéréhez Svájcba ment. Még ebben az évben Svédországban telepedett le, ahol élete végéig élt. A Leksands IF, a Djurgårdens IF és a Rögle BK csapatainál edzősködött. Később teniszedzőként tevékenykedett. 2020. március 20-án Stockholmban hunyt el.

## Sikerei, díjai
- Olimpiai játékok
  - ezüstérmes: 1948, St. Moritz
- Világbajnokság
  - aranyérmes: 1947, Csehszlovákia, 1949, Svédország

## Fordítás
- Ez a szócikk részben vagy egészben  a   Vladimír Zábrodský című angol Wikipédia-szócikk ezen változatának fordításán alapul.  Az eredeti cikk szerkesztőit annak laptörténete sorolja fel. Ez a jelzés csupán a megfogalmazás eredetét és a szerzői jogokat jelzi, nem szolgál a cikkben szereplő információk forrásmegjelöléseként.